# Amleta
Amleta fou una tikhana del principat de Ratlam a l'Índia central. La thikana fou concedida per Man Singh, raja de Ratlam, el seu fill més jove Kushal Singh. Sota domini britànic van governar Fateh Singh, Raghunat Singh, Bharat Singh (mort després del 1902), Anandpal Singh, de la casa reial de Dhoswas adoptat per l'anterior que era el seu oncle, i Mahavir Singh.